# 林灏深
林灏深（？—？），字朗溪，福建闽侯人。清朝末年政治人物。

## 生平
他于光绪二十一年（1895年）中进士，同年五月，以主事分部学习。歷官禮部員外郎、軍機章京、光绪三十二年（1906年）授学部右参议，光绪三十三年（1907年）改任学部左参议，宣统三年任弼德院参议。

## 家庭
他是林则徐的曾孙。